# 200 note
200 note è un singolo della cantante italiana Laura Pausini,estratto dall'undicesimo album in studio Simili e pubblicato il 17 gennaio 2017 in Italia come quinto singolo e tre giorni più tardi anche in Brasile e nel resto d'Europa.

## Descrizione
Composto da Tony Maiello e Lorenzo Vizzini, 200 note è la terza traccia dell'album e, come i restanti brani dell'album, è stata adattata e tradotta in lingua spagnola dalla Pausini con il titolo 200 notas ed inserita in Similares; tale versione non è stata estratta come singolo.

## Video musicale
Il video (in lingua italiana e spagnola) è stato diretto dai registi Leandro Manuel Emede e Nicolò Cerioni e girato a Miami.
Un'anteprima di trenta secondi del video in lingua italiana è stata trasmessa il 15 gennaio 2017 dal telegiornale TG1 di Rai 1. Dal 17 gennaio 2017 i videoclip in lingua italiana e in lingua spagnola sono disponibili attraverso il canale YouTube della Warner Music Italy.

## Formazione
- Laura Pausini – voce
- Dan Warner – chitarra elettrica, chitarra acustica
- Jose De Castro – chitarra elettrica, chitarra acustica
- Guillermo Vadalà – basso
- Lee Levin – batteria
- Julio Reyes Copello – pianoforte, programmazione
- Riccardo Lopez Lalinde – programmazione
- Carlos Fenando Lopez – programmazione
- The City of Prague Philharmonic Orchestra – orchestra

## Pubblicazioni
200 note e 200 notas (insieme alla versione strumentale) vengono pubblicati nel box The Singles Collection - Volume 3, edito dalla Atlantic Records nel 2019 e commercializzato attraverso il fan club ufficiale dell'artista Laura4u.